# Amorphophallus harmandii
Amorphophallus harmandii är en kallaväxtart som beskrevs av Adolf Engler och Karl Gehrmann. Amorphophallus harmandii ingår i släktet Amorphophallus och familjen kallaväxter. Inga underarter finns listade.